# Guy Fletcher

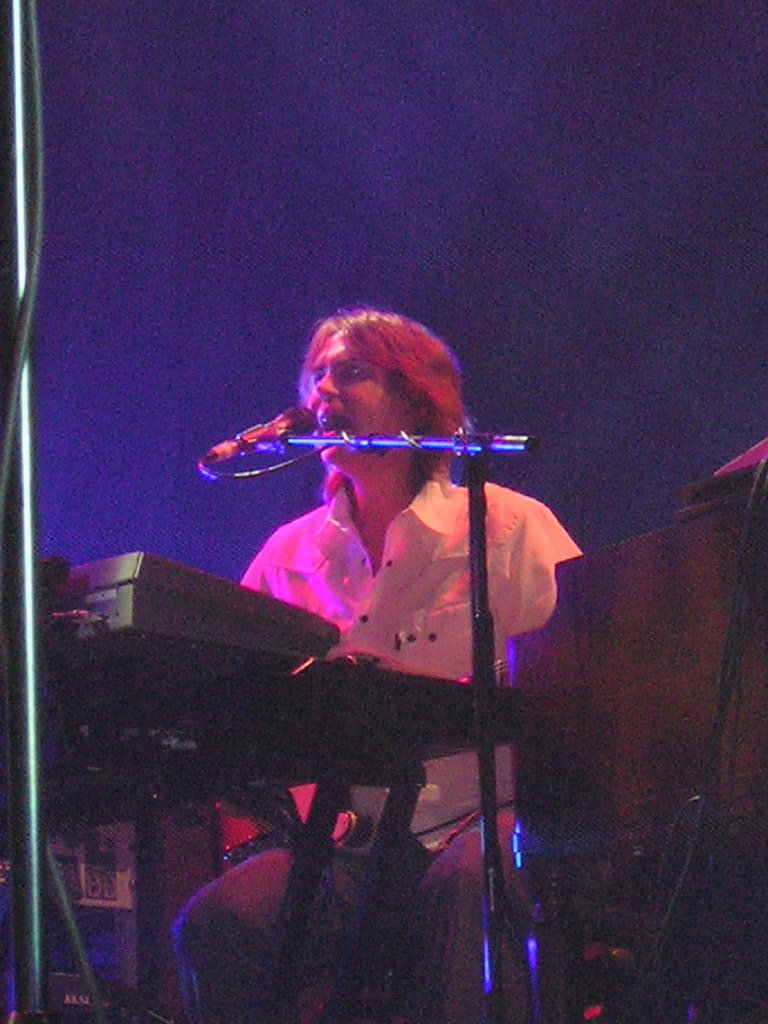
Guy Fletcher live als Keyboarder von Mark Knopfler in Amsterdam 2005

Guy Fletcher (* 24. Mai 1960 in Maidstone, Kent) ist ein englischer Musiker, der vor allem durch seine Zusammenarbeit mit Mark Knopfler bekannt wurde. Er begann seine Musikerkarriere als Keyboarder und ist mittlerweile Multi-Instrumentalist.

## Leben
Guy Fletchers Eltern waren Musiker und hatten gemeinsam mit seinem Onkel die Band The Cameos, so dass er in einem musikalischen Umfeld aufwuchs. Erste musikalische Einflüsse waren die Beatles und Deep Purple. Er erlernte als Teenager in den 1970er-Jahren das Spielen der Keyboard. Die Schule schloss er mit 15 Jahren ab und suchte sich einen Job im Musikgeschäft.
Seit 1983 begleitet er Mark Knopfler, zunächst bei Dire Straits und bis heute bei Knopflers Solo-Karriere.
Guy Fletcher ist mit Lourie-Ann verheiratet und hat zwei Kinder, Max und Leon.

## Musikerkarriere
In den 1970er-Jahren lernte er Keyboard zu spielen. Er hatte damals auch schon seine eigene Band Atlantis.
1981 war Fletcher als Keyboarder mit Roxy Music auf Avalon-Tournee.
1983 traf er erstmals auf Mark Knopfler. Die ersten gemeinsamen Aufnahmen finden sich auf Knopflers Filmsoundtrack für Cal. Knopfler lud ihn danach ein, als zweiter Keyboarder neben Alan Clark zu seiner Band Dire Straits zu stoßen. In dieser Besetzung nahmen Dire Straits ihr erfolgreichstes Album "Brothers in Arms" auf und gingen 1985/86 auf Welttournee. Seither ist Fletcher auf jedem Album der Dire Straits bzw. Mark Knopfler (einschließlich verschiedener Filmsoundtracks) zu hören. Auch in der kurzlebigen Band Notting Hillbillies spielte er mit Knopfler zusammen.
1994/95 tourte Fletcher nochmals mit Roxy Music.
Er arbeitete in seiner Karriere auch mit anderen Musikern, wie Jimmy Nail, Tina Turner, Willy DeVille, Chet Atkins, Mick Jagger oder Randy Newman.
Während seiner Musikerkarriere lernte Fletcher außer Keyboard noch Gitarre, Ukulele, Bass und Schlagzeug zu spielen. Zusätzlich ist er auch als Background-Sänger aktiv.

## Diskografie

### Solo
- Inamorata (2008)
- Stone (2009)
- Natural Selection (2010)
- High Roads (2016)